# Зойиров, Рахматилло Хамидович
Рахматилло Хамидович Зойиров (тадж. Раҳматулло Ҳамидович Зойиров) — таджикский политик и правозащитник, учёный-правовед, доцент, кандидат юридических наук. Основатель и лидер оппозиционной Социал-демократической партии Таджикистана с декабря 2002 года.

## Биография

### Ранние годы
Рахматилло Зойиров родился 16 марта 1957 года в посёлке Богистон на берегу Чарвакского водохранилища в Бостанлыкском районе Ташкентской области Узбекской ССР. В некоторых источниках его местом рождения неверно указывается Бостандыкский район Южно-Казахстанской области Казахской ССР, хотя Бостандыкский район был передан в состав Ташкентской области Узбекской ССР и переименован в Бостанлыкский район 13 февраля 1956 года — за год до рождения Рахматилло Зойирова. Родился в рабочей семье. Его отец — Абдухамид Зойиров являлся известным архитектором и строителем. Окончил среднюю школу в своём родном кишлаке в 1975 году. Во время учёбы в школе был секретарём школьного Комсомола, членом районного бюро Комсомола. В 1977—1979 годах проходил военную службу в рядах Советской армии в Восточной Германии (ГДР) (ГСВГ), получил звание старшего сержанта. Во время службы в армии являлся секретарём одного из комитетов Комсомола, а также кандидатом в члены КПСС, получил во время армейской службы свои первые медали — нагрудный знак «Гвардия» и нагрудный знак «Отличник Советской Армии». После возвращения со службы в армии, начал трудовую деятельность партийным работником в промышленных предприятиях Орджоникидзевского района (сейчас Кибрайский район) Ташкентской области Узбекской ССР.
В 1979—1983 годах учился в Академии права при Академии наук Украины (Украинская ССР). В 1980 году вступил в КПСС и во время учёбы в Киеве уезжал на короткие стажировки как примерный член КПСС в двух школах по юриспруденции в США. По его словам, именно пребывание в США и увиденная воочию там жизнь кардинально поменяло его мировоззрение в пользу демократии и капитализма. Научные работы по юриспруденции начал публиковать с 1982 года. Окончил аспирантуру также в киевской Академии права. Некоторое время работал редактором институтского издания Харьковского юридического института имени Ф. Э. Дзержинского (сейчас Национальный юридический университет имени Ярослава Мудрого) в Харькове. В 1986—1988 годах учился в хабаровском отделении Университета марксизма-ленинизма при КПСС. В 1988 году, в эпоху «перестройки», стал одним из основателей клуба политических дебатов в Биробиджане (Еврейская автономная область), тесно общаясь с дальневосточными диссидентами. В том же году переехал в Таджикскую ССР и основал в Душанбе аналогичный клуб, который стал первой в истории Таджикской ССР неправительственной организацией. В 1989 году создал Национальный центр правового образования (с 2000 года — ОО «Таджикский юридический консорциум»).
В 1989 году участвовал в выборах в Верховный совет Таджикской ССР, был выдвинут коллективом своего ВУЗа, но проиграл Мирбобо Миррахимову, одному из руководителей Национально-демократического движения «Растохез».
В 1990-е годы являлся председателем наблюдательных миссий Таджикистана на различных выборах в других странах, в том числе на выборах в Конгресс США в 1994 и 1998 годах, президентских выборах 1996 года в России и парламентских выборах 1999 года в России. Сохранял относительный нейтралитет во время гражданской войны в Таджикистане, постоянно выступая за установление мира в стране в своих интервью СМИ и во время выступлений в международных встречах. В 1993—1997 годах являлся директором отделения международного права Академии наук Таджикистана, в 1998—1999 годах был заведующим кафедрой права в Таджикского государственного педагогического университета. В 1990-е годы и в начале 2000-х годов часто бывал во многих бывших советских союзных республиках, особенно на Украине с лекциями о праве и юриспруденции в местных ВУЗах.
В 1998 году создал и возглавил партию «Справедливость и развитие», позже переименованную в Социал-демократическую партию Таджикистана, которой руководил до конца своей жизни.
В 2015-2024 годах Рахматилло Зойиров работал государственным советником президента Таджикистана Эмомали Рахмонова по правовым вопросам и международной политике. В августе  2019 года указом президента Таджикистана ему был присвоен классный чин государственного советника юстиции второго класса. После конституционного референдума было присвоено звание Генерал-Полковник юстиций 
Умер 18 мая 2024 года от болезни в Душанбе в возрасте 66 лет.

## Научная деятельность
Рахматилло Зойиров — видный учёный-правовед, кандидат юридических наук, автор более 270 научных работ, статей и монографий, свыше 30 книг и трактатов по конституционному, уголовному и международному праву, политологии, экономике, лингвистике и истории Таджикистана. Автор статей по теме истории Таджикистана, персо-таджикской литературы и поэзии и философии в юриспруденции. Кроме научной деятельности, имел более чем 20-летний опыт педагогической деятельности в ряде постсоветских стран, также занимался правозащитной деятельностью. При его участии были разработаны свыше 30 законов Республики Таджикистан.

## Личная жизнь и интересы
Рахматилло Зойиров был женат, имел сына. Помимо родного таджикского языка, владел девятью языками: русским, английским, немецким, французским, украинским, узбекским, турецким, персидским и дари. С юности регулярно занимался спортом, любил и интересовался футболом.